# Republic P-47 Thunderbolt
Рипаблик P-47 «Тандерболт» (англ. Republic P-47 Thunderbolt) — американский истребитель-бомбардировщик времён Второй мировой войны, производившийся с 1941 по 1945 годы, самый крупный одномоторный истребитель тех времён . Основное вооружение составляет восемь крупнокалиберных (12,7 мм) пулемётов, будучи использован как истребитель-бомбардировщик обладал бомбовой нагрузкой в 1133 килограмма. При полной загрузке P-47 весил до восьми тонн, что делало его одним из самых тяжёлых истребителей войны. P-47 был разработан на основе мощного двигателя Pratt & Whitney R-2800 Double Wasp, который также использовался в истребителях ВМС США и корпуса морской пехоты США Грумман F6F «Хэллкэт» и Воут F4U «Корсар». «Тандерболт» был эффективен как эскортный истребитель ближнего и среднего радиуса действия, в высотных воздушных боях, а также в наземной атаке как на Европейском, так и на Тихоокеанском театрах военных действий. Был одним из основных истребителей ВВС США времен войны, особенно хорошо выполнял роль штурмовика. Благодаря радиальному двигателю и протектированным бензобакам отличался высокой живучестью.

К концу войны P-47 был самым массовым истребителем США, одновременно поставлялся в другие страны, в том числе в СССР по ленд-лизу.
Бронированный кокпит был относительно просторный и комфортный, а каплевидный фонарь кабины предоставлял пилоту P-47 хороший обзор. Современный американский штурмовик Фэйрчайлд Рипаблик A-10 «Тандерболт» II обязан своим названием именно P-47.
Машина создана компанией Republic Aviation Company под руководством конструкторов русского и грузинского происхождения А. Н. Северского и А. М. Картвели.
Официальное название машины, как и у многих других моделей компании Republic Aviation, связано со словом thunder — «гром» (англ. thunderbolt — удар грома). За форму фюзеляжа машина получила неформальное прозвище «Джаг» (англ. Jug — кувшин). Британцы считали, что Jug является сокращением от Juggernaut (Джаггернаут — непреклонная сила) ссылаясь на рекордные размеры и вес, высокую мощность двигателя и внушительное вооружение самолёта. Другое неформальное название самолёта — T-bolt.

## Разработка

### P-43 Lancer/XP-47B

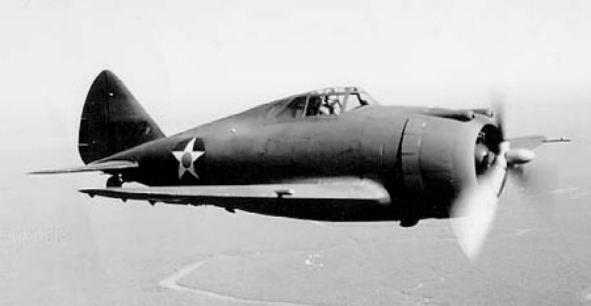
Американский довоенный истребитель Republic P-43 Lancer.

P-47 «Тандерболт» был спроектирован американским авиаконструктором грузинского происхождения Александром Михайловичем Картвели. Он должен был заменить Seversky P-35, разработанный ранее русским эмигрантом Александром Николаевичем Северским. 
В 1939 году, Republic Aviation спроектировали демонстрационный самолёт AP-4 с звёздообразным двигателем Pratt & Whitney R-1830 с турбонаддувом. Было построено небольшое количество P-43, в это время Republic работали над более совершенным P-44 «Рокет» с двигателем большей мощности, а также над проектом истребителя AP-10, который был легковесным самолётом с 12-цилиндровым двигателем Allison V-1710 с жидкостным охлаждением и вооружённый восемью 12,7-миллиметровыми пулемётами M2 Browning. Воздушный корпус Армии США поддержал проект и дал ему обозначение XP-47.

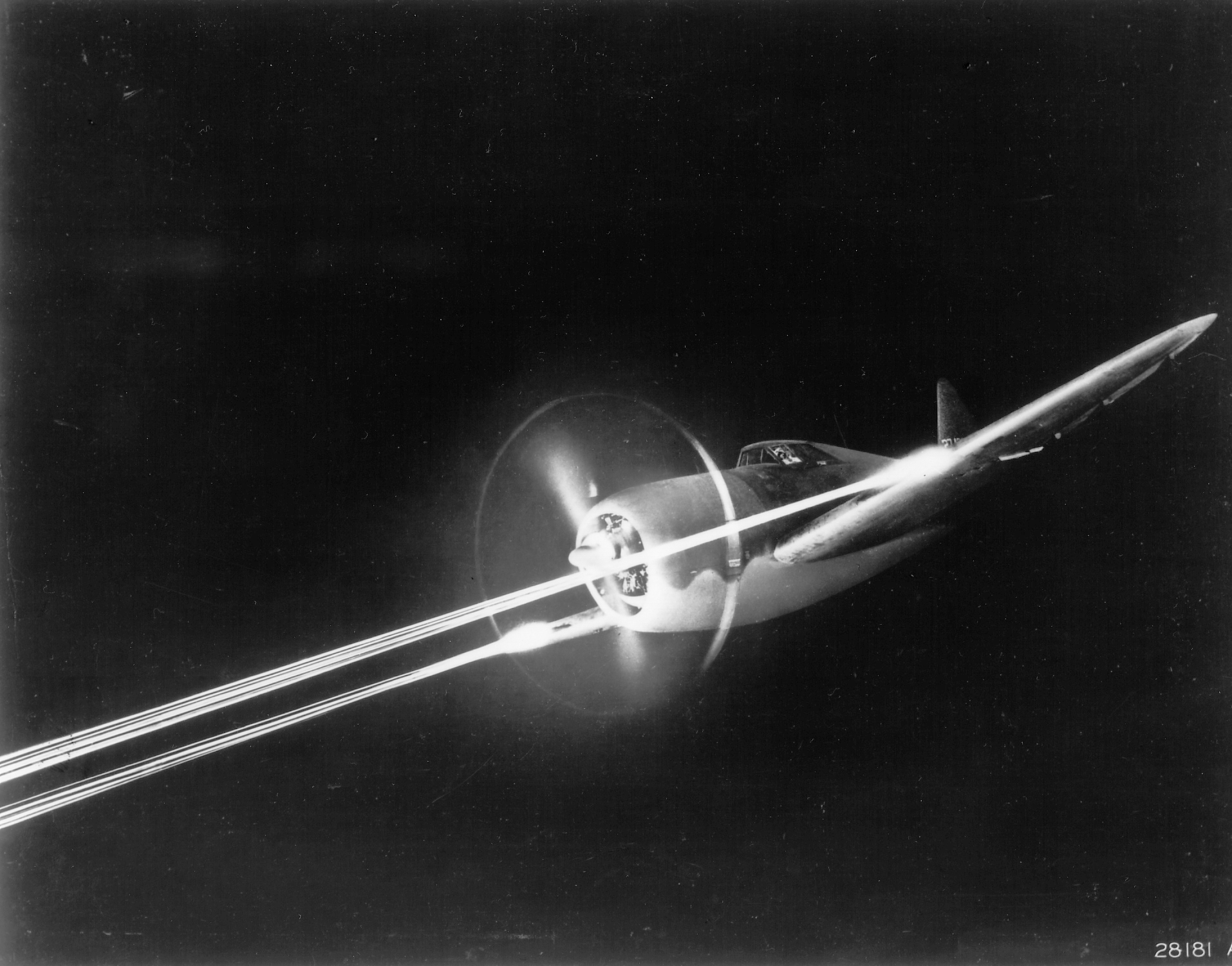
P-47 стреляет из пулемётов в ночное время.

Весной 1940 года, компания Republic и ВКА США сделали вывод, что XP-44 и XP-47 были хуже истребителей люфтваффе. Republic попытались улучшить проект, создав XP-47A, но он провалился. Тогда Картвели создал гораздо более массивный истребитель, который был предложен воздушному корпусу армии США в июне 1940 года. ВКА США заказал прототип XP-47B в сентябре того же года; XP-47A, имевший мало общего с новым проектом, был отменён. 

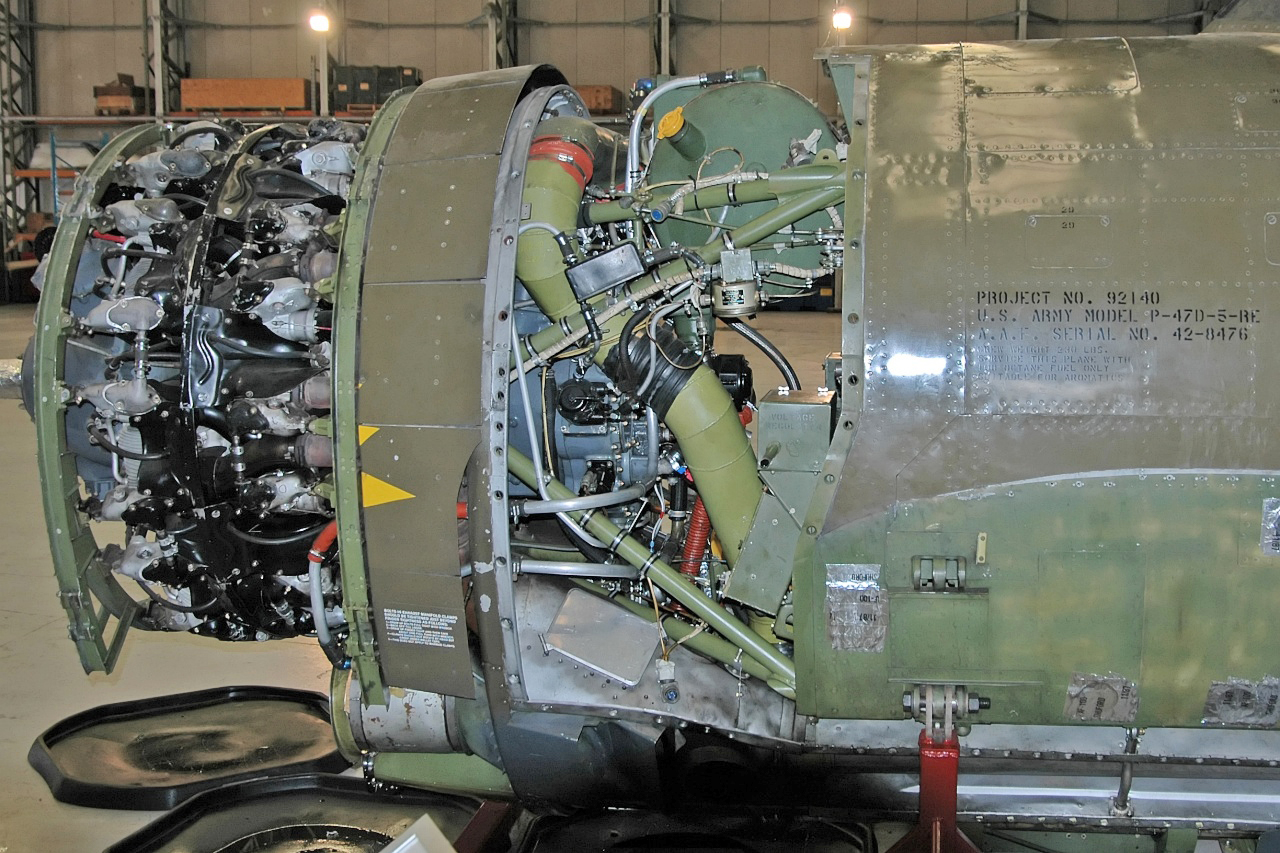
Двигатель Р-47 со снятым обтекателем. Несжатый воздух поступает через впускное отверстие под двигателем и подаётся в турбонагнетатель позади пилота через серебристый канал внизу. Оливково-зелёная труба возвращает сжатый воздух в двигатель.

XP-47B имел цельнометаллическую конструкцию (за исключением покрытых тканью рулевых поверхностей хвоста) с эллиптической формой крыльев и прямой передней кромкой, которая была слегка отодвинута назад. Кокпит с кондиционером был просторным, а кресло пилота было удобным «словно шезлонг», как сказал один пилот. Двери фонаря откидывались вверх. Основной и вспомогательный самоуплотняющиеся (протектированные) топливные баки размещались под кабиной пилота, что давало общий запас топлива 1155 литров.
Двигателем являлся 18-цилиндровый двухрядный звёздообразный Pratt & Whitney R-2800 Double Wasp мощностью в 2000 лошадиных сил (1500 кВт) — тот же самый двигатель, который был установлен на прототипе истребителя Воут XF4U-1 для достижения более 644 километров в час в октябре 1940 года, причём Double Wasp приводил в движение 371-сантиметровый четырёхлопастной пропеллер постоянной скорости Curtiss Electric. Потеря прототипа AP-4 из-за воспламенения двигателя заставила Картвели прекратить эксперименты с плотно прилегающими обтекателями, таким образом, двигатель был помещён в широкий капот, который открывался спереди в виде эллипса в форме «конского хомута». Капот пропускал охлаждающий воздух для двигателя, левого и правого маслоохладителей, а также системы промежуточного охлаждения турбонагнетателя. Выхлопные газы двигателя направлялись в пару труб, снабжённых расточителями, которые шли вдоль каждой стороны кабины для приведения в действие турбины турбонагнетателя в нижней части фюзеляжа, примерно посередине между кабиной пилота и хвостом. При полной мощности трубы на передних концах светились красным, а турбина вращалась со скоростью 21 300 оборотов в минуту. Сложная турбонагнетательная система с её воздуховодами придавала ХР-47B глубокий фюзеляж, а крылья должны были устанавливаться в относительно высоком положении. Это было трудно, так как для обеспечения дорожного просвета для огромного пропеллера требовались длинные стойки главного шасси. Для уменьшения размеров и веса стоек шасси и для установки пулемётов на крыле каждая стойка была снабжена механизмом, с помощью которого она выдвигалась на 23 см при удлинении.
XP-47B был очень тяжёлым по сравнению с современными одномоторными истребителями, с пустой массой 4490 кг, или на 65 % больше, чем YP-43. Картвели сказал: «Это будет динозавр, но это будет динозавр с хорошими пропорциями». Вооружение составляло восемь крупнокалиберных (12,7 мм) «легкоствольных» пулемётов Браунинг AN/M2, по четыре в каждом крыле. Орудия располагались в шахматном порядке, что позволяло питаться из боковых ящиков с боеприпасами, в каждом из которых было по 350 патронов. Все восемь орудий давали истребителю комбинированную скорострельность примерно в 100 выстрелов в секунду.
ХР-47B впервые взлетел 6 мая 1941 года с Лоури П. Брэбхэмом за штурвалом. Хотя и были небольшие проблемы, такие как некоторое задымление кабины, которое оказалось вызвано капелькой масла, самолёт оказался впечатляющим в своих ранних испытаниях. Он был утерян в результате несчастного случая 8 августа 1942 года, но до этого несчастного случая прототип достиг скорости 663 км/ч на высоте 7864 метров и продемонстрировал подъём с уровня моря до 4600 метров за пять минут.

### P-47B, XP-47E и XP-47F

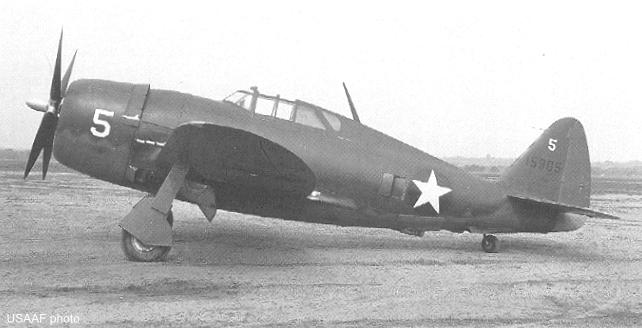
P-47B-BR 41-5905, приписанный к 56-й истребительной группе в аэропорту Тетерборо. Обрати внимание на окна за кабиной пилота и раздвижной фонарь кабины, указывающий на то, что это был ранний серийный P-47B.

ХР-47B давал вновь реорганизованным Военно-воздушным силам Соединённых Штатов поводы как для оптимизма, так и для опасений. Обладая хорошими лётными характеристиками и огневой мощью, XP-47B имел свою долю проблем с эксплуатацией:
- Его огромные размеры и ограниченный зазор между воздушными винтами в положении на уровне фюзеляжа делали сложными взлёты, которые требовали длинных взлётных полос — пилот должен был держать хвост низко, пока не будет достигнута значительная скорость на начальном разбеге.
- Боковые открывающиеся крышки фонаря кабины имели тенденцию застревать.
- Многоствольная установка, с её плотной посадкой и тесными лентами боекомплекта, испытывала проблемы с заклиниванием, особенно во время и после жёсткого маневрирования.
- Манёвренность была меньше желаемой по сравнению с Супермарин «Спитфайр» и Мессершмитт Bf 109.
- Система зажигания образовывала дугу на большой высоте.
- Доступ к задней панели вспомогательного оборудования двигателя был затруднён из-за использованной короткой моторамы.
- На большой высоте элероны «рвались и замирали».
- На высоких скоростях контрольные нагрузки считались чрезмерными.

Republic решили эти проблемы, установив скользящий назад фонарь, который мог быть сброшен в аварийной ситуации, сжатую систему зажигания и цельнометаллические поверхности управления. Недостаточный доступ к техническому обслуживанию радиального Double Wasp на подтипах серии B должен был ждать, пока в P-47C не была введена новая двигательная установка. Пока инженеры работали над тем, чтобы заставить свой «динозавр» летать правильно, ВВС США заказали 171 P-47B. Инженерный прототип P-47B был доставлен в декабре 1941 года, а серийный прототип последовал в марте 1942 года, а первая серийная модель была представлена в мае. Republic Aviation продолжала совершенствовать конструкцию по мере выпуска P-47B, и хотя все P-47B имели раздвижной фонарь и новый регулятор оборотов турбонагнетателя General Electric для двигателя R-2800-21, такие функции, как цельнометаллические поверхности управления, поначалу не были стандартными. Модификация P-47B, также необходимая для ранних марок Грумман F4F «Вайлдкэт» и Грумман F6F «Хэллкэт» ВМС США, представляла собой радиомачту позади кокпита, которая была наклонена вперёд, чтобы сохранить первоначально разработанную длину антенного провода, несмотря на новый раздвижной фонарь кабины.
P-47B привёл к нескольким «одноразовым» вариантам. В сентябре 1942 года 171-й и последний P-47B (41-6065) был также использован в качестве испытательной платформы в качестве XP-47E для оценки двигателя R-2800-59, герметичной кабины с откидным куполом и, в конечном итоге, нового пропеллера Hamilton Standard. Планы по производству были отменены после усиления внимания на низкоуровневые операции над Европой. Другой P-47B позже был оснащён новым крылом с ламинарным профилем в поисках более высокой производительности и назван как XP-47F. В 1942 году образец потенциально 3000-сильного двигателя Fairey P-24 Monarch вместе с его испытательным стендом Fairey Battle был отправлен в Райт-Филд для испытаний с целью возможной установки в P-47. После примерно 250-часового испытательного полёта «Бэттл» с двигателем P-24 на Райт-Филд идея переоборудования двигателя Р-47 на Р-24 была оставлена.

### P-47C

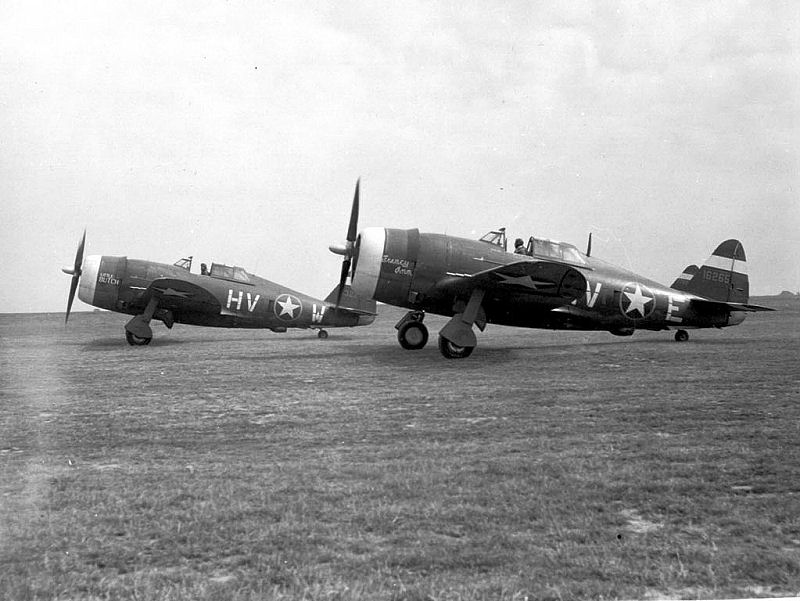
Два «Рипаблик» P-47C-2-RE «Тандерболт» из 61-й истребительной эскадрильи, 56-й истребительной группы 41-6265, 1943 год.

Производственные изменения постепенно решали проблемы с P-47B, и ВВС США решили, что P-47 стоит того, чтобы быстро выполнить первоначальный заказ на P-47B с другим заказом на 602 дополнительных образца улучшенного P-47C, причём первый самолёт этой модификации был доставлен в сентябре 1942 года. Начальный P-47C были очень похожи на Р-47В. Первоначальные поставки «Тандерболтов» для ВВС США были предназначены 56-й истребительной группе, которая также располагалась на Лонг-Айленде. 56-я группа служила оперативной группой оценки нового истребителя. Проблемы с разработкой продолжались. Лётчик-испытатель Republic погиб в пятом серийном Р-47B, когда он вышел из-под контроля в пикировании 26 марта 1942 года и разбился из-за отказа хвостовой части, после того как покрытые тканью хвостовые поверхности раздулись и разорвались. Пересмотренные системы балансировки руля направления и руля высоты и другие изменения исправили эту проблему.
Как и P-47B, первоначальный P-47C отличался усиленными цельнометаллическими поверхностями управления, модернизированным регулятором оборотов турбонагнетателя GE и короткой вертикальной радиомачтой. После изготовления серии из 57 P-47C производство перешло на P-47C-1, который получил удлинение фюзеляжа на 20 см вперёд от кабины пилота на противопожарной перегородке, чтобы исправить проблемы с центром тяжести, облегчить техническое обслуживание двигателя и позволить установить новую силовую установку. Был внесён ряд других изменений, таких как пересмотр системы отвода выхлопов для масляных охладителей и исправлений тормозов, ходовой части и электрических систем, а также переработанный руль направления и баланс руля высоты. За 55 P-47C-1 последовали 128 P-47C-2 с твёрдой точкой осевой линии с подфюзеляжными скобами для бомбы весом 227 кг или топливного бака ёмкостью 758 литров, который соответствовал нижней стороне фюзеляжа. Основным продуктом производства подвидов P-47C был Р-47C-5, который представила новую штыревую антенну. С помощью герметичных сбрасываемых топливных баков P-47C смог увеличить свою дальность полёта, начиная с 30 июля 1943 года. К концу 1942 года большая часть проблем с Р-47 была решена, и Р-47C были отправлены в Англию. 56-й истребительная группа был отправлен за океан, чтобы присоединиться к 8-й воздушной армии, чьи 4-я и 78-я истребительные группы также будут оснащены «Тандерболтами».

### P-47D/P-47G и XP-47K / XP-47L

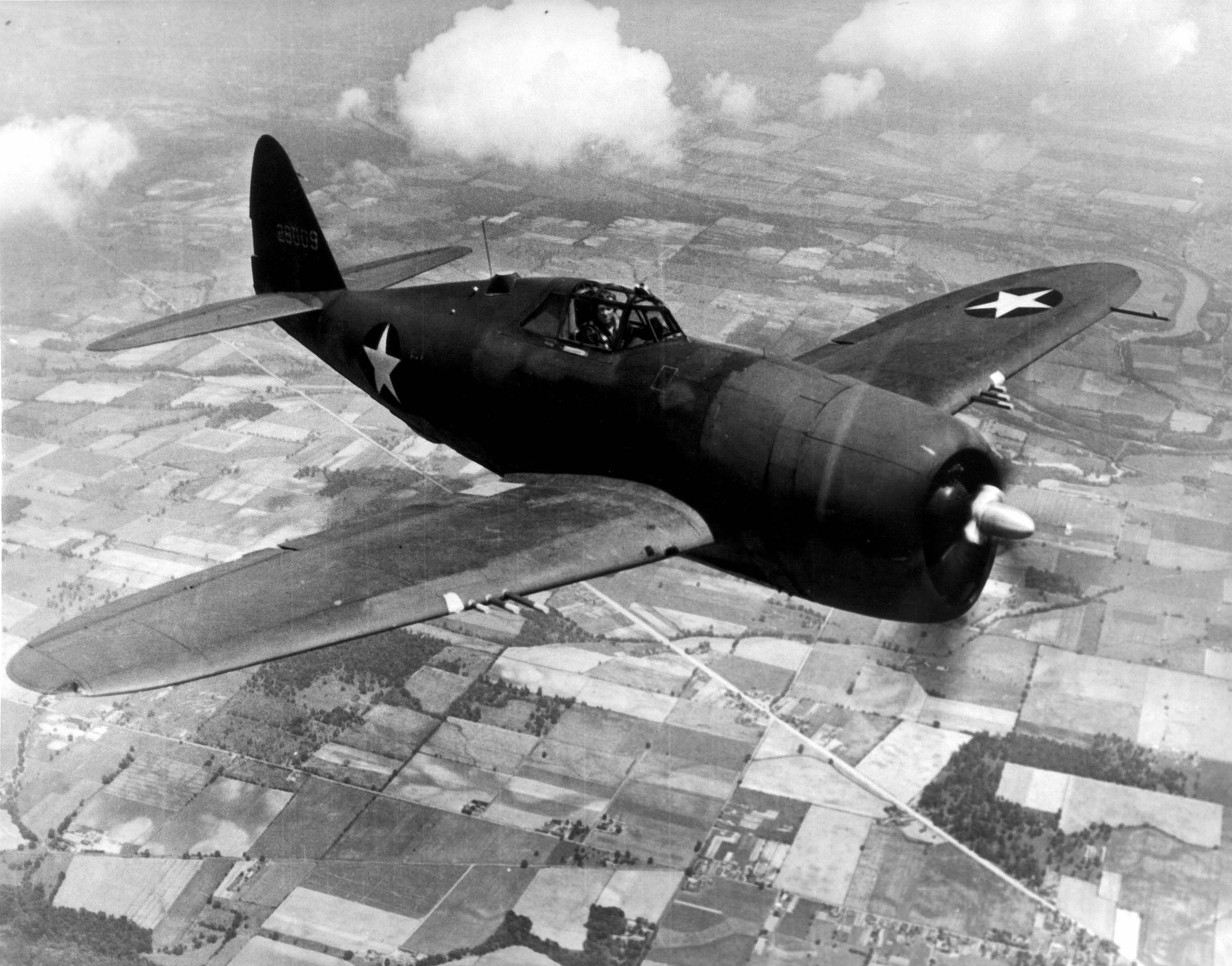
Рипаблик P-47D «Тандерболт».

Усовершенствование Thunderbolt продолжалось, что привело к созданию P-47D, который был самым распространённым вариантом с 12 558 выпущенными экземплярами. Фактически моделью D назвали несколько вариантов, изменявшихся в ходе производства, последний из которых заметно отличался от первого.
Первые P-47D были фактически такими же, как и P-47C. Republic не могли производить «Тандерболты» достаточно быстро на своём заводе в Фармингдейле на Лонг-Айленде, поэтому новый завод был построен в Эвансвилле, штат Индиана. Завод в Эвансвилле впервые построил в общей сложности 110 P-47D-1-RA, которые были полностью идентичны P-47C-2. Самолёты, сделанные на заводе в Фармингдейле обозначались суффиксом «-RE» после номера блока, а самолёты завода в Эвансвилле суффиксом «-RA».

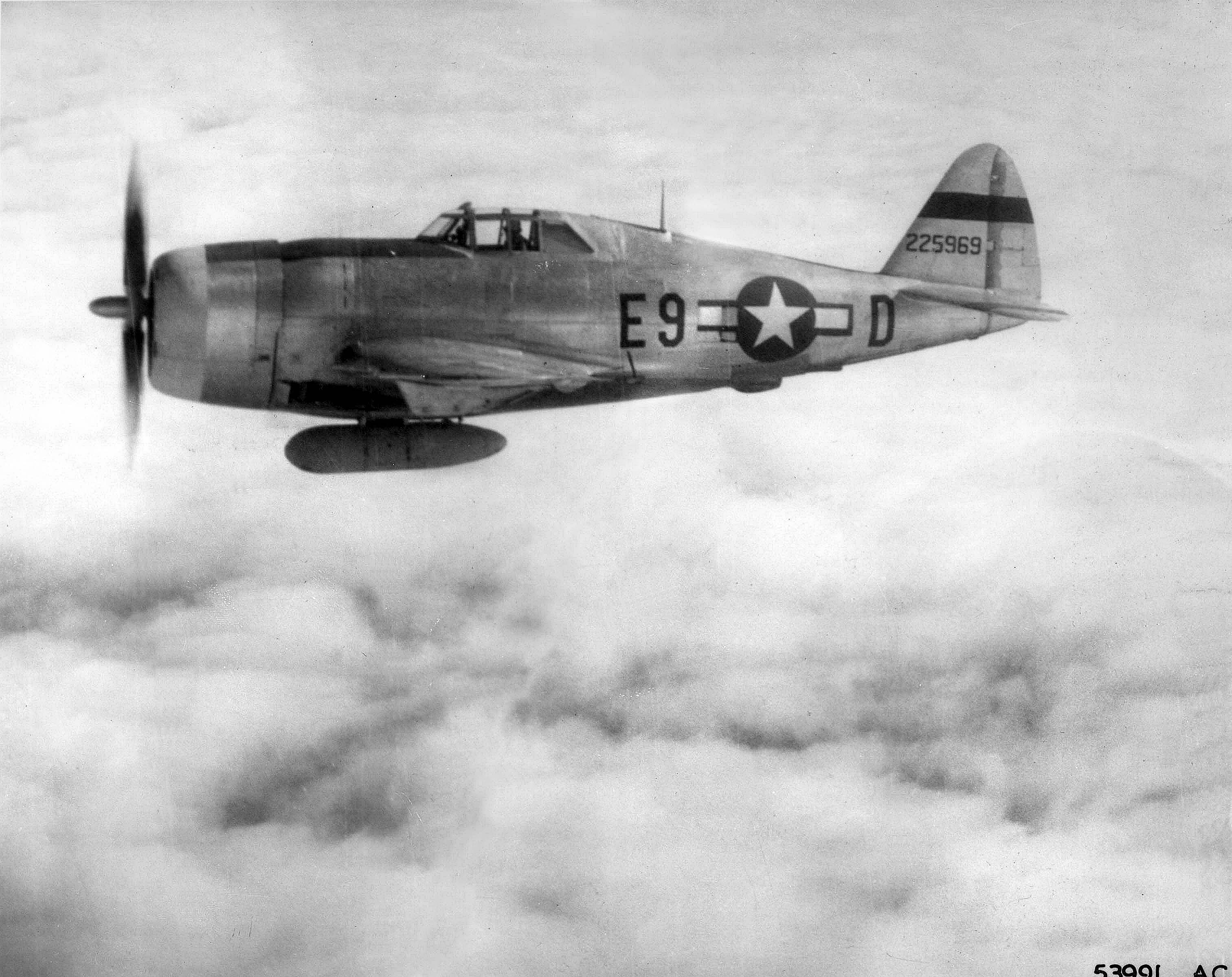
P-47D-22-RE с номером 42-25969. 8-я ВА, 361-я ИГ, 376-я ИГ. Пилот — капитан Джон Д. Дункан.

P-47D-1,-P-47D-6, P-47D-10 и P-47D-11 последовательно включали такие изменения, как увеличение числа створок охлаждения двигателя вокруг задней части капота, чтобы уменьшить проблемы перегрева двигателя, обнаруженные на фронте. Двигатели и их подсистемы подверглись доработке (на Р-47D-10 двигатель Р-2800-63 заменил Р-2800-21, установленный в предыдущих Р-47), а также топливные, масляные и гидравлические системы. Для пилота также была добавлена дополнительная бронезащита.
Р-47D-15 выпускался в ответ на запросы боевых подразделений о повышении дальности полёта. «Мокрые» (снабжённые топливной трубой) подкрыльевые пилоны были введены для того, чтобы под каждым крылом, в дополнение к подфюзеляжному баку, можно было перевозить бомбу или наддуваемый выхлопными газами каплевидный бак. На «Тандерболте» использовались семь различных типов подвесных баков:
- Перегоночный бак вместимостью 758 л: конформный трубообразный сбрасываемый топливный бак из бумаги, который почти задевал землю на травянистых аэродромах, использовался в качестве временной меры между 30 июля и 31 августа 1943 года.
- Сбрасываемый бак вместимостью 284 л: стандартизированный цельнометаллический каплевидный стальной бак с выдающимся выступающим горизонтальным швом, первоначально произведённый для P-39 Airacobra, был приспособлен для P-47 начиная с 31 августа 1943 года. Первоначально он носился на брюшной дужке, но в 1944 году был использован попарно в качестве подкрыльевых баков и принят в качестве стандартной принадлежности в ВВС США.
- Сбрасываемый бак объёмом 409 л: цилиндрический бумажный бак британской разработки и производства, используемый в качестве подфюзеляжного бака с сентября 1943 года и подкрыльевого бака в апреле 1944 года.
- Сбрасываемый бак объёмом 568 л: стальной бак, впервые используемый в качестве подфюзеляжного бака с 20 февраля 1944 года и подкрыльевого бака с 22 мая 1944 года.
- Сбрасываемый бак вместимостью 810 л: широкий, плоский стальной топливный бак, разработанный командованием VIII службы, был впервые использован в феврале 1945 года.
- Сбрасываемый бак объёмом 625 л: этот бак, произведённый компанией «Локхид», может использоваться либо в качестве топливного бака, либо в качестве контейнера для напалма.
- 416-литровый сбрасываемый бак: этот бак был похож по форме на 284-литровый подвесной бак, но был больше. Он также мог быть использован в качестве контейнера для напалма.

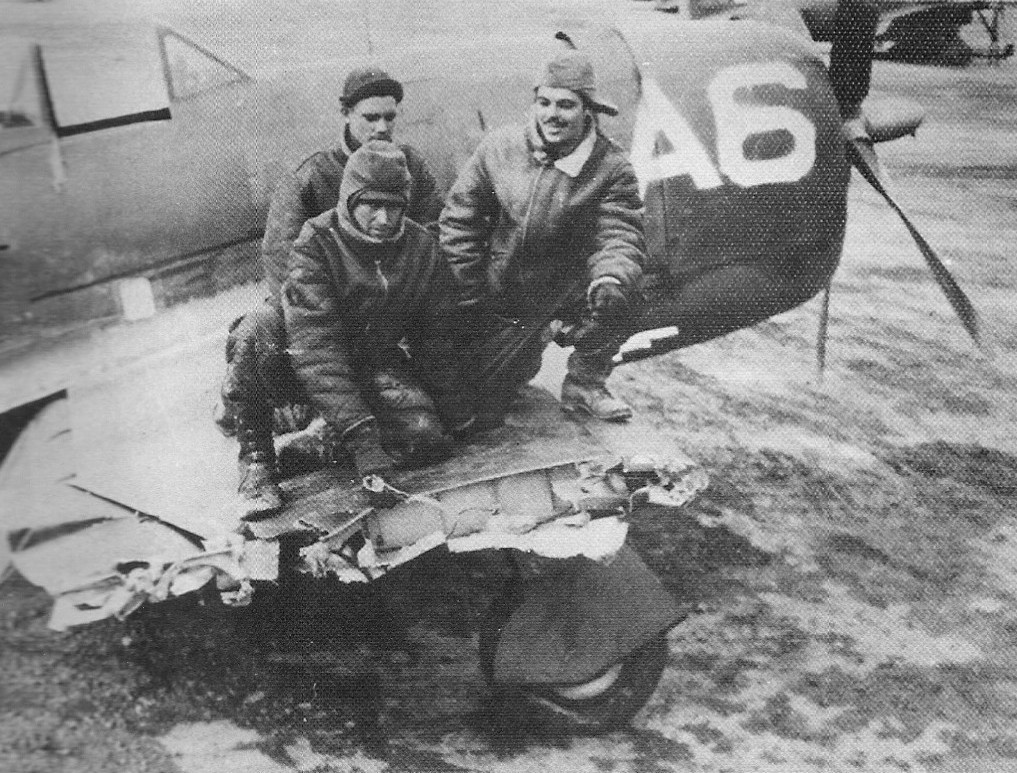
Бразильский P-47 после столкновения с дымоходом. Пилот смог совершить мягкую посадку.

Баки, сделанные из пропитанной пластиком (ламинированной) бумаги, не могли хранить топливо в течение длительного периода времени, но их хватало для выполнения одной миссии. Эти баки были дешевле, легче и были бесполезны для противника, если их восстанавливали после падения — они не только разрушались, но и не давали противнику никаких многоразовых материалов, которые можно было бы использовать в своей военной промышленности. Благодаря увеличенному запасу топлива Р-47 теперь мог выполнять задачи сопровождения вглубь вражеской территории. Недостатком их использования было то, что истребители не могли приземлиться с баками на месте из-за опасности разрыва и взрыва. Истребители, отозванные с задания или по какой-то причине не сбросившие свои бумажные баки, должны были сбрасывать их в специально отведённый «мусорный» район на своих соответствующих полях, что приводило к существенным потерям авиационного топлива.
P-47D-16, D-20, D-22 и D-23 были аналогичны P-47D-15 с незначительными улучшениями в топливной системе, подсистемах двигателя (P-47D-20 ввёл двигатель R-2800-59), сбрасываемым фонарём и пуленепробиваемым лобовым стеклом. Начиная с самолёта 22-й серии, оригинальный узколопастный пропеллер Curtiss был заменен пропеллерами с более крупными лопастями, завод в Эвансвилле переключился на новый пропеллер Curtiss диаметром 3,96 м, а завод на Лонг-Айленде использовал пропеллер Hamilton Standard диаметром 4,01 м. С большими пропеллерами, имеющими только 152 мм просвета от ВПП, пилоты Thunderbolt должны были научиться быть осторожными при взлёте и посадке, чтобы не повредило как пропеллер, так и взлётно-посадочную полосу. Чтобы увеличить просвет, была выполнена модификация шасси, для удлинения стоек после их выпуска.
Даже с двумя заводами «Рипаблик», выпускающими Р-47, Военно-воздушные силы Армии США всё ещё не получали столько «Тандерболтов», сколько хотели. Поэтому с фирмой «Кёртисс» была достигнута договоренность о строительстве самолёта по лицензии на заводе в Буффало, штат Нью-Йорк. Завод «Кёртисс» столкнулся с серьёзными проблемами и задержками в производстве «Тандерболтов», и 354 истребителя, построенные «Кёртисс», использовались для подготовки пилотов в США. Все самолёты компании Curtiss были обозначены P-47G, суффикс «-CU» использовался для отличия их от других серий. Первый P-47G был полностью идентичен P-47C, P-47G-1 был идентичен P-47C-1, в то время как следующие подвиды P-47G-5, P-47G-10 и P-47G-15 были сопоставимы с P-47D-1, P-47D-5 и P-47D-10 соответственно. Два P-47G-15 были построены с кабиной, сдвинутой вперед, непосредственно перед передней кромкой крыла, для учебной версии обозначенной TP-47G. Место для второго пилота организовали за счёт уменьшения основного топливного бака. Такой «Даблболт» не пошёл в серийное производство, но в полевых условиях были сделаны аналогичные модификации более старых Р-47, которые затем использовали в эскадрилье «хаков» (разные служебные самолёты).

#### P-47 с каплевидным фонарём

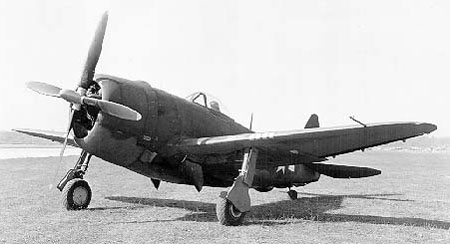
Рипаблик XP-47K (42-8702).

Все выпущенные к этому моменту Р-47 имели «кабанью» схему фонаря кабины с высокой спинкой фюзеляжа позади пилота, что приводило к плохому обзору назад. Та же проблема была и у британских истребителей; для решения этой проблемы британцы разработали выпуклый фонарь («Малькольм-Худ») для «Спитфайра». Этот тип фонаря был установлен в полевых условиях на P-51 «Мустанг» и на нескольких P-47D. Однако вскоре британцы разработали гораздо лучшее решение — на истребителе Хоукер «Тайфун» устанавливался каплевидный фонарь. Чиновникам ВВС США этот фонарь понравился, и они быстро приспособили его для американских истребителей, включая P-51 и Тандерболт. Первый P-47 с каплевидным фонарём был модифицированным P-47D-5, который был создан летом 1943 года и назван XP-47K. Другой, более ранний P-47D, был модифицирован для обеспечения внутреннего запаса топлива в 370 американских галлонов (1402 л) и получил обозначение XP-47L. Затем каплевидный фонарь и увеличенный запас топлива были скомбинированы вместе. Полученная модификация не получила нового буквенного обозначения, а была названа P-47D-25. Первые поставки этой модификации в боевые части начались в мае 1944 года.
За ним последовали аналогичные варианты с каплевидным фонарем, в том числе Р-47D-26, D-27, D-28 и D-30. Улучшения, добавленные в эту серию, включали в себя доработку двигателя и добавление закрылков для выхода из пикирования. Удаление гаргрота, необходимое для установки каплевидного фонаря вызвала неустойчивость по рысканию, и на Р-47D-40 ввели удлинитель киля виде плавника, идущего от вертикального стабилизатора сразу за радиоантенной. Такой удлинитель часто устанавливливался в полевых условиях на более ранние варианты P-47D. На P-47D-40 также были предусмотрены десять пусковых установок «нулевой длины» для 127-мм высокоскоростных авиационных ракет (HVAR), а также новый гироскопический прицел K-14. Это была лицензионная копия британского гироскопического прицела Ferranti GGS Mark IID, который позволял пилоту вводить размах крыльев цели и дальность до неё, а затем перемещал прицельную сетку для индикации необходимого упреждения.
Фронтовым прозвищем Р-47 с каплевидным фонарем было «Суперболт».

### XP-47H/XP-47J

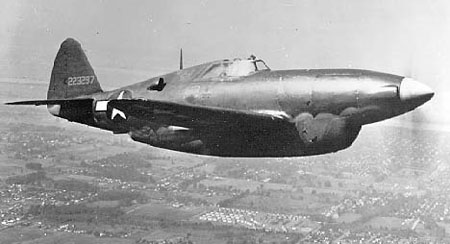
XP-47H

Republic Aviation предприняли несколько попыток дальнейшего совершенствования Р-47D:

Было разработано два XP-47H. Это были крупные модификации уже изготовленных P-47D для установки 16-цилиндрового перевёрнутого двигателя Chrysler IV-2220-11 с жидкостным охлаждением. Самолёт достигал 490 миль в час в горизонтальном полёте, но из-за окончания войны он в производство не пошёл.

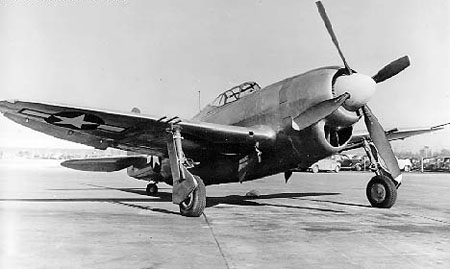
XP-47J

XP-47J начал проектироваться в ноябре 1942 года как высокоэффективная версия P-47, с облегчённым фюзеляжем и более мощным двигателем с впрыском воды и воздушным охлаждением. Картвели спроектировал совершенно новый самолёт, оснащённый герметичным капотом Pratt & Whitney R-2800-57 с боевой аварийной мощностью 2800 л. с., уменьшенным вооружением из шести пулемётов калибра 12,7 мм, новым и более лёгким крылом и многими другими изменениями. Единственный XP-47J совершил первый полёт в конце ноября 1943 года с лётчиком-испытателем Republic Майком Ричи. Менее чем через год он вошёл в учебники истории авиации, ознаменовав собой новую веху в развитии скорости.
Оснащённый турбонагнетателем GE CH-5, XP-47J достиг максимальной скорости 813 км/ч в горизонтальном полёте 4 августа 1944 года на высоте 10,5 км над курсом в Фармингдейле, штат Нью-Йорк, пилотируемый Майком Ричи. Рекорд Ричи не было побит до 21 августа 1989 года, когда Лайл Шелтон пилотировал «Rare Bear», сильно модифицированный Grumman F8F Bearcat, используя конкурирующий, почти 55-литровый радиальный двигатель Wright Duplex-Cyclone из той же эпохи (1937), что и Double Wasp, и установил новый официальный рекорд FAI в 850 километров в час.

### P-47M

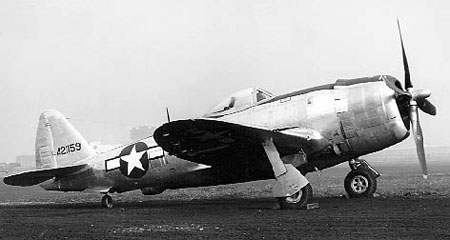
Рипаблик P-47M-1.

P-47M был менее амбициозной попыткой создать более скоростную («спринтерскую») версию «Тандерболта» для борьбы с крылатыми ракетами Фау-1, в частности, за счёт сокращения вооружения с восьми крупнокалиберных пулемётов Браунинг М2 до шести. В сентябре 1944 года четыре самолёта P-47D-27-RE (42-27385/27388) были переделаны в прототипы YP-47M установкой двигателя R-2800-57 и турбонагнетателя GE CH-5 мощностью 2800 л. с. на высоте 9900 м на чрезвычайном режиме с впрыском воды. На нижние поверхности крыла был установлен воздушный тормоз, чтобы тормозить после пикирования на цель. YP-47M имел максимальную скорость 761 км/ч, и был выпущен ограниченной серией в 133 экземпляра (достаточно для формирования одной группы). Эта модификация испытывала серьёзные проблемы с обслуживанием в полевых условиях из-за невозможности настроить двигатель. Двигатели не могли достичь рабочую температуру и мощность и в начале полётов часто выходили из строя по разным причинам: на больших высотах трескались проводка зажигания, разрывались электрические соединения между индуктором и распределителем, а также выходили из строя мембраны клапанов карбюратора. Было установлено, что постоянные разрывы масляных баков в сменных двигателях являются результатом недостаточной защиты от коррозии солёной воды во время перевалки. В конце концов, это были просто ошибки, допущенные производителями двигателей модели R-2800-57, которые привели к этим проблемам с Р-47М. К тому времени, когда неполадки были устранены, война в Европе уже почти закончилась. Однако Р-47M всё же уничтожили 15 самолётов противника в воздушном бою, что являлось неплохим результатам для любого типа истребителей в марте-мае 1945 года, когда воздушные столкновения с люфтваффе были редки. Все произведённые 130 P-47M были поставлены в 56-ю истребительную группу и отвечали за все семь сбитых реактивных самолётов этой группы. Двенадцать P-47M были потеряны в ходе оперативных столкновений с 56-й группой, в результате которых погибли 11 человек, двое — в день Победы в Европе, и ещё двое (44-21134 13 апреля 1945 года и 44-21230 16 апреля 1945 года) были сбиты в бою (оба зенитным огнем).
Второй YP-47M (из партии четырёх переоборудованных P-47D) позже был оснащён новыми крыльями и послужил прототипом для P-47N.

### P-47N

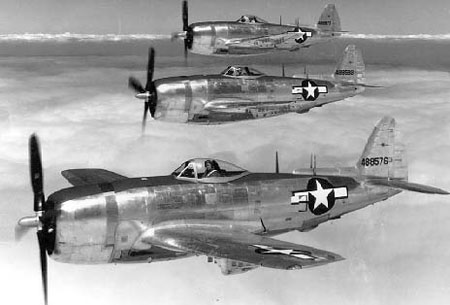
Три Рипаблик P-47N-5 в формации.

P-47N был последним вариантом «Тандерболта», который был произведен. Он был разработан в качестве эскортного истребителя для бомбардировщиков Боинг B-29 «Суперкрепость», совершающих налёты на основные японские острова. Увеличение внутреннего запаса топлива и подвесных баков значительно расширило дальность полёта «Тандерболта» во время его эволюции, и единственным другим способом увеличить запас топлива было поместить топливные баки в крылья. Таким образом, новое крыло было спроектировано с двумя 190-литровыми топливными баками. Третий прототип YP-47M (42-27387) был оснащён этим крылом и стал YP-47N; позже его обозначение было изменено на XP-47N. Этот переделанный самолёт впервые поднялся в воздух в июле 1944 года. Перепроектирование оказалось успешным в расширении дальности полёта примерно до 3200 км, а квадратные законцовки крыла улучшили скорость крена. Р-47N поступил в серийное производство с двигателем R-2800-57, а позже использовался модернизированный R-2800-73 или −77. Всего было построено 1816 самолётов. Самый последний построенный «Тандерболт», P-47N-25, сошёл с конвейера в октябре 1945 года.
В конце производства «Тандерболт» стоил 83 000 долларов США в 1945 году. Всего было построено 15 636 «Тандерболтов» всех типов.

## История применения

### На службе США

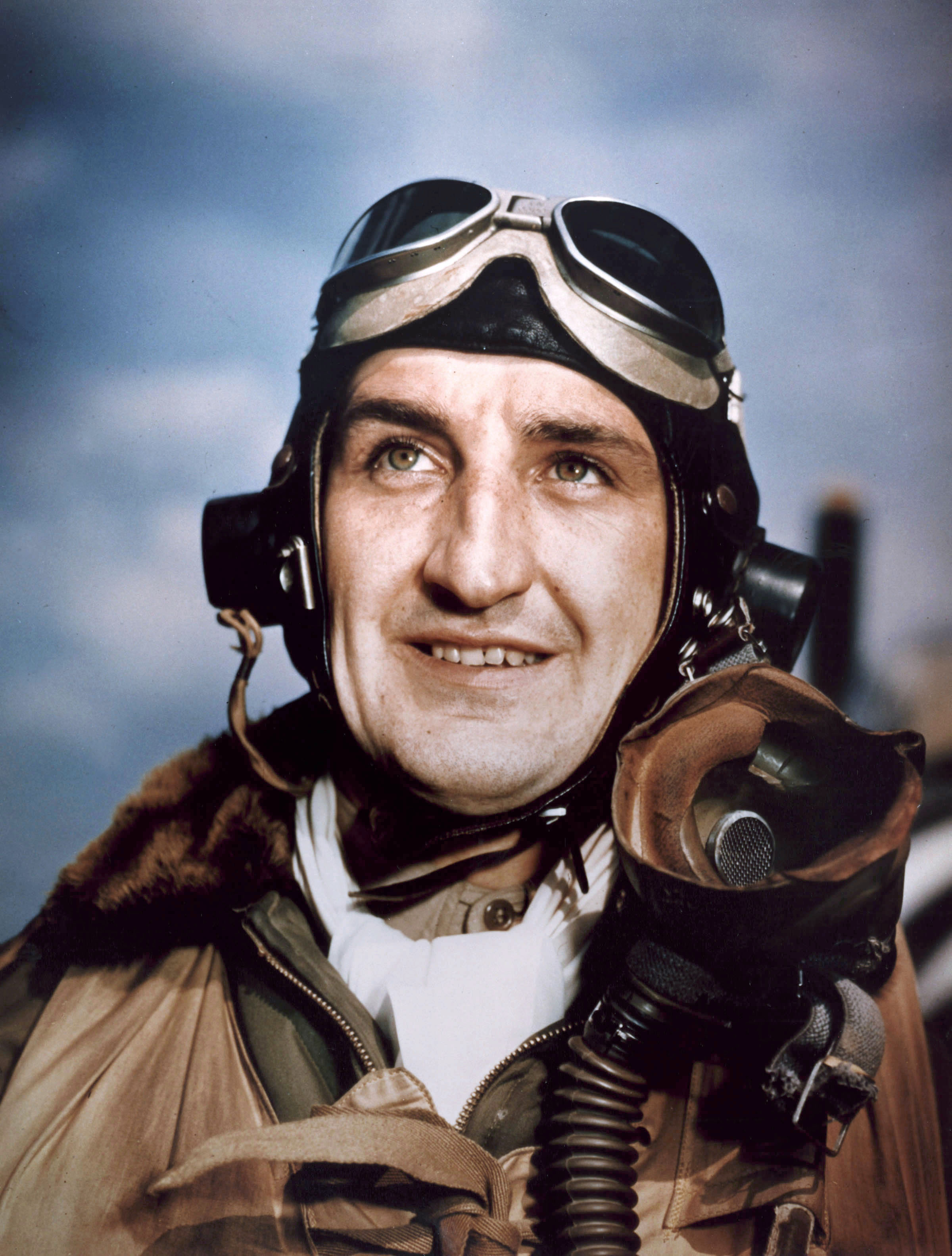
Пилот P-47 из 56-й истребительной группы Фрэнсис С. «Гэбби» Габрецки, лучший пилот 8-й воздушной армии США.

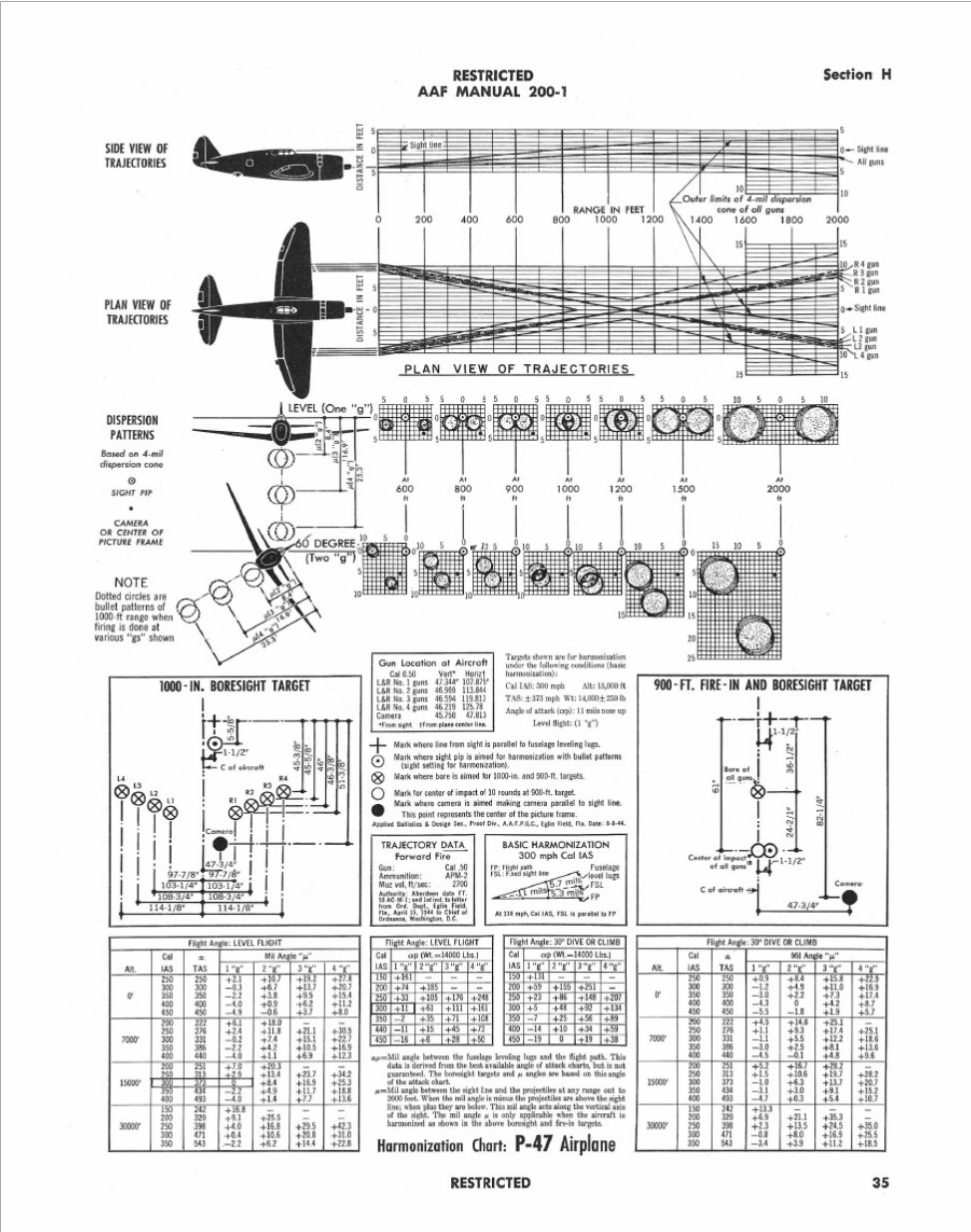
Одна из нескольких схем согласования орудий, используемых на Р-47. Эта схема сводит восемь пулемётов в одну точку на дистанции около 340 м.

К концу 1942 года несколько P-47C были отправлены в Англию на фронт. Первой на «Тандерболтах» через океан была переведена 56-я истребительная группа, в состав 8-й воздушной армии. В частях «Тандерболт» получил прозвище «Jug» (англ. кувшин) из-за сходства с молочным кувшином тех времён. Две истребительные группы, расположенные в Англии, начали знакомиться с P-47 в январе 1943 года: 4-я воздушная группа, состоящая из опытных американских пилотов, которые летали в «Орлиных Отрядах» Королевских военно-воздушных сил до вступления США в войну, и 78-я истребительная группа, ранее летавшая на P-38 «Лайтнинг».
Начиная с января 1943 года, «Тандерболты» были отправлены в объединённые военно-воздушные силы — в гражданский аэропорт Милвилл в Милвилле (штат Нью-Джерси), чтобы на них обучались гражданские и военные пилоты.
Первый боевой вылет «Тандерболтов» был совершён 10 марта 1943 года, когда 4-я истребительная группа вылетела на патрулирование над Францией. Вылет был неудачным из-за неполадок с радиостанциями. Все P-47 были переоборудованы британской аппаратурой радиосвязи, и с 8 апреля полёты были возобновлены. 
Первый воздушный бой с участием P-47 состоялся 15 апреля; майор Дональд Джеймс Мэттью Блейксли открыл счёт побед Королевских ВВС на P-47, сбив немецкий Fw 190.
В середине 1943 года, «Тандерболты» также служили в 12-й воздушной армии в Италии и против Японии на Тихоокеанском театре военных действий в составе 348-й истребительной группы, базировавшейся в Порт-Морсби в Новой Гвинее. 
К 1944 году P-47 использовался в ВВС Армии США на всех существующих ТВД, кроме Аляски.
Ас люфтваффе Гейнц Бэр говорил, что Р-47 «мог „съесть“ поразительное количество свинца и с ним нужно было обращаться очень аккуратно». И хотя P-51 «Мустанг» заменил P-47 в роли истребителя сопровождения дальнего действия в Европе, «Тандерболты» закончили войну с 3752 сбитыми самолётами противника в ходе более чем 746 000 боевых вылетов, с потерями в 3499 P-47 по всем причинам.
К концу войны 56-я истребительная группа была единственным подразделением 8-й воздушной армии, которое всё ещё предпочитала летать на P-47 вместо P-51. Подразделение заявило о 677,5 победах в воздухе и 311 уничтоженных наземных целях при потерях в 128 самолётов. Подполковник Фрэнсис С. Габрески одержал 28 побед, капитан Роберт С. Джонсон одержал 27 побед (с одним неподтверждённым сбитым противником, которого некоторые засчитывают за двадцать восьмую победу), и командир 56-й истребительной группы полковник Губерт Земке набрал 17,75 сбитых. Несмотря на то, что 56-я истребительная группа была единственной оставшейся авиагруппой, использовавшей P-47 в 8-й воздушной армии, она оставалась самой результативной по числу воздушных побед на протяжении всей войны.
По мере совершенствования P-47 запас топлива увеличивался и дальность эскортных полётов над Европой неуклонно росла, до тех пор, пока Р-47 смог сопровождать бомбардировщики в рейдах на всю территорию Германии. На обратном пути из рейдов лётчики атаковали наземные цели по мере возможности, а при полётах на ближние расстояния использовали узлы подвески вооружения для подвески бомб. В результате выяснилось, что Р-47 мог успешно играть роль не только истребителя сопровождения, но и истребителя-бомбардировщика. Даже с его сложной системой турбонаддува, прочный планер и надёжный жёсткий радиальный двигатель воздушного охлаждения могли выдержать много повреждений и позволить самолёту вернуться домой.
P-47 постепенно стал основным истребителем-бомбардировщиком ВВС Армии США. К концу 1943 года ранние версии P-47D несли 227-килограммовые бомбы под брюхом, более поздние серийные версии P-47D могли нести 453-килограммовые бомбы и 115-милиметровые ракеты M8 под крыльями, а последние версии P-47D в 1944 году 127-милиметровые высокоскоростные авиационные ракеты (HVAR, также известные как «Холи Мозес» (святой Моисей)). Пилоты «Тандерболтов» утверждали, что со дня высадки в Нормандии до окончания боевых действий в Европе ими было уничтожено 86 000 железнодорожных вагонов, 9000 локомотивов, 6000 боевых бронированных машин и 68 000 грузовиков. В ходе операции «Кобра» в районе Ронси «Тандерболты» 405-й истребительной группы уничтожили немецкую колонну из 122 танков, 259 других машин и 11 артиллерийских орудий.

### Послевоенное время
С окончанием Второй мировой войны заказ на 5934 P-47 был отменён. P-47 продолжал служить в Военно-воздушных силах армии США вплоть до 1947 года, стратегическом воздушном командовании ВВС Армии США с 1946 по 1947 год, действительной службе ВВС США до 1949 года и в Национальной гвардии ВВС до 1953 года, получив обозначение F-47 в 1948 году.
P-47 служили корректировщиками для спасательных самолётов, таких как PBY Catalina и Boeing B-17H. в 1950 году P-47 «Тандерболт» были использованы для подавления Декларации независимости Пуэрто-Рико националистами во время восстания Джая.
Р-47 не был отправлен в Корею для Корейской войны. North American P-51 Mustang использовался ВВС США, главным образом в роли непосредственной воздушной поддержки. Поскольку «Мустанг» был более уязвим для поражения (и многие из них были потеряны из-за зенитного огня), некоторые бывшие пилоты P-47 предположили, что более прочный «Тандерболт» должен был быть отправлен в Корею. Тем не менее, P-51D был доступен в большем количестве в запасах ВВС США и ANG.
Благодаря продолжающейся послевоенной службе с американскими военными и иностранными операторами, ряд P-47 сохранился до наших дней, и некоторые из них всё ещё летают.
Кубинские ВВС приняли поставку 29 бывших самолётов ВВС Армии США и запасных частей. К концу 1950-х годов Р-47 считался устаревшим, но хорошо подходил для выполнения задач по борьбе с повстанцами. Некоторые боролись с восстанием Кастро.

### P-47 на службе союзников

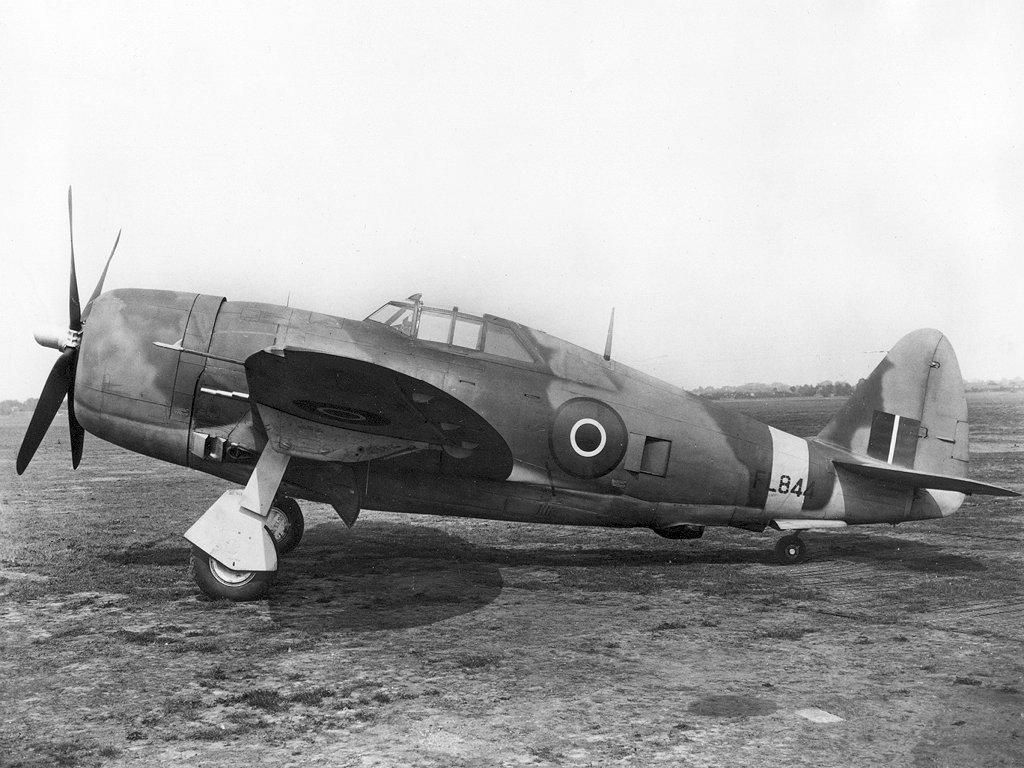
Thunderbolt Mk.I ВВС Великобритании.

Р-47 эксплуатировались несколькими союзными авиационными войсками во время Второй мировой войны. RAF получили 240 «кабаньих» P-47D, которые они обозначили как «Thunderbolt Mark I», и 590 P-47D-25 с пузырьковым фонарём, обозначенные как «Thunderbolt Mark II». Не нуждаясь в ещё одном высотном истребителе, Королевские ВВС приспособили свои «Тандерболты» для наземной атаки — задачи, для которой этот самолёт хорошо подходил. После того, как в 1944 году «Тандерболты» были допущены к использованию, они были использованы против японцев в Бирме 16 эскадрильями RAF командования Юго-Восточной Азии из Индии. Операции с армейской поддержкой (действующие в качестве самолётов непосредственной авиационной поддержки, вызываемых в случае необходимости), атаки на вражеские аэродромы и линии связи, а также эскортные вылеты. Они оказались разрушительными в тандеме со «Спитфайрами» во время японской попытки прорыва в излучине Ситтанга в последние месяцы войны. «Тандерболты» были вооружены тремя 227-килограммовыми бомбами или, в некоторых случаях, британскими 27-килограммовыми реактивными снарядами RP-3. Топливные баки дальнего радиуса действия давали пять часов беспрерывного полёта. «Тандерболты» летали в сопровождении истребителей Королевских ВВС при бомбардировке Рангуна. «Тандерболты» оставались на вооружении Королевских ВВС до октября 1946 года. Послевоенные «Тандерболты» Королевских ВВС использовались для поддержки голландских попыток восстановить контроль над Батавией. Эти эскадрильи не были расформированы сразу же после войны, переоснащенные британскими самолётами, такими как Hawker Tempest.

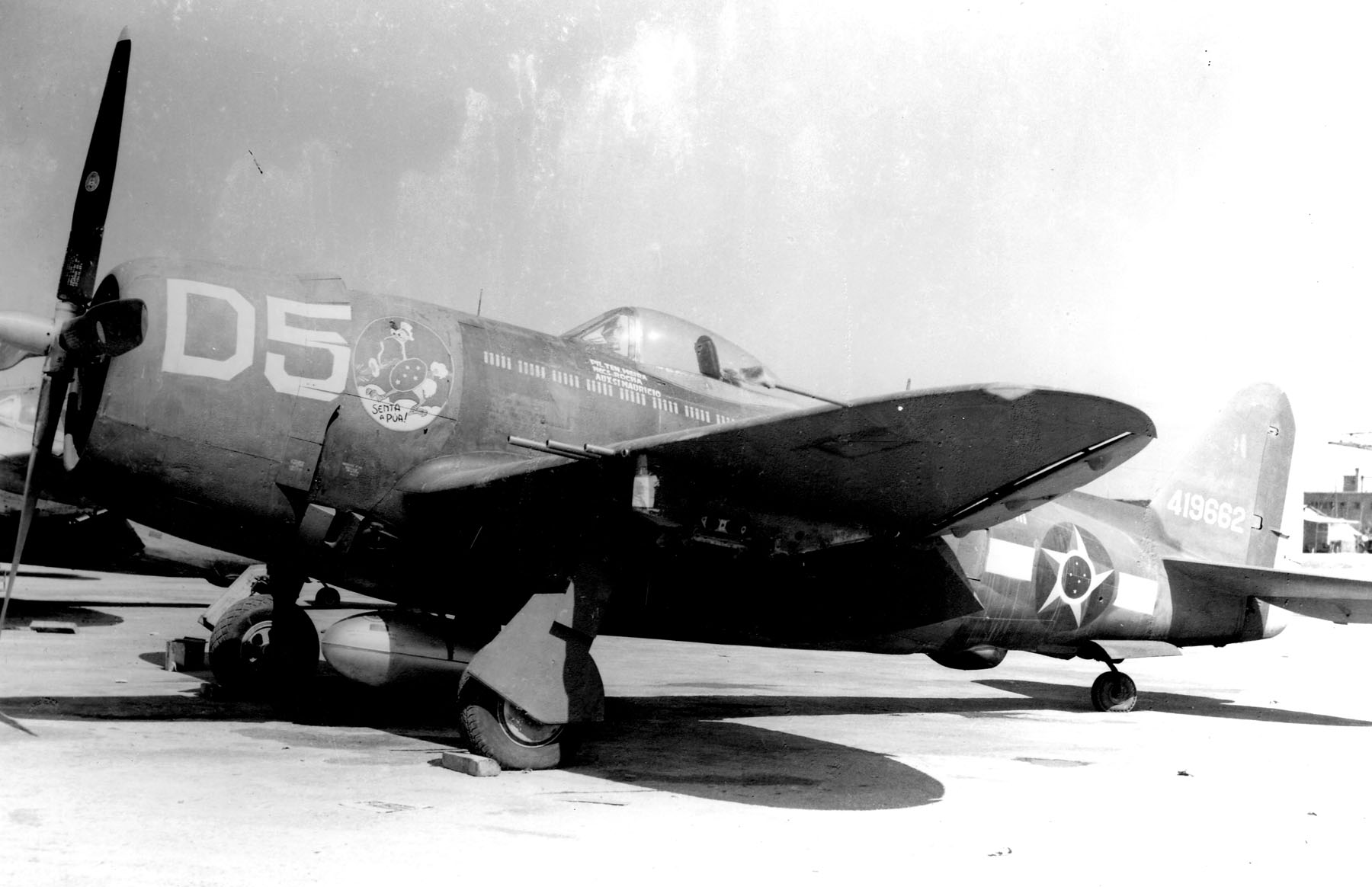
Бразильские Р-47 во время Второй мировой войны несли эмблему эскадрильи Senta A Pua!, наряду с национальной эмблемой Бразилии, нарисованной поверх звезды и планки ВВС Армии США.

Во время Итальянской кампании «1º Grupo de Caça da Força Aérea Brasileira» (1-я истребительная эскадрилья ВВС Бразилии) совершила в общей сложности 48 боевых вылетов на P-47D (из 67 полученных, 19 из которых были резервными самолётами). С ноября 1944 по май 1945 года это подразделение совершило в общей сложности 445 боевых вылетов над северной Италией и Центральной Европой, при этом 15 P-47 были сбиты немецкими зенитчиками, а пять пилотов погибли в бою. В начале 1980-х годов это подразделение было награждено американским правительством «Благодарностью Президента» в знак признания его достижений во Второй мировой войне.
С марта 1945 года и до конца войны на Тихом океане, когда Мексика объявила войну странам Оси 22 мая 1942 года, 201-я эскадрилья мексиканских истребителей Escuadrón Aéreo de Pelea (201-я истребительная эскадрилья) эксплуатировала P-47D в составе 5-й Воздушной Армии США на Филиппинах. В 791 боевом вылете против японских войск 201-я эскадрилья не потеряла ни одного лётчика или самолёта в результате действий противника.
Французские ВВС получили 446 P-47D с 1943 года. Эти самолёты широко использовались во Франции и Германии, а также в 1950-х годах во время Алжирской войны за независимость.
После Второй мировой войны итальянские ВВС (AMI) получили 75 P-47D-25, отправленных в 5 Stormo, и 99 в 51. Эти машины были поставлены между 1947 и 1950 годами. Однако их не очень любили, так как итальянские пилоты привыкли к гораздо более лёгким самолётам и находили управление слишком тяжёлым. Тем не менее, стабильность, полезная нагрузка и высокая скорость были оценены по достоинству. Самое главное, что P-47 служил отличной переходной платформой для более тяжёлых реактивных истребителей, включая F-84 «Тандерджет» начиная с 1953 года.
Этот тип был предоставлен многим латиноамериканским военно-воздушным силам, некоторые из которых эксплуатировали его в 1960-х гг. Небольшое количество P-47 было также предоставлено Китаю, Ирану, Турции и Югославии.

### P-47 в Красной Армии
США направили в Советский Союз 203 Р-47. В середине 1943 года советское верховное командование проявило интерес к P-47B. Три P-47D-10-RE были переправлены советским Военно-Воздушным силам через Аляску в марте 1944 года. Два из них прошли испытания в апреле-мае 1944 года. Лётчик-испытатель Алексей Николаевич Гринчик отметил просторную кабину с хорошей вентиляцией и хорошим круговым обзором. Он нашёл его лёгким в полёте и устойчивым при взлёте и посадке, но он показал чрезмерную устойчивость к качению и плохую курсовую устойчивость. Советские инженеры разобрали третий самолёт, чтобы изучить его конструкцию. Они высоко ценили высокие стандарты производства и рациональную конструкцию, хорошо приспособленную для массового производства, а также высокую надёжность мощных пулемётов Браунинга. Благодаря высокому лётному потолку Р-47 превосходил истребители, действовавшие на Восточном фронте, обеспечивая более высокую скорость выше 30 000 футов (9 000 м). Як-9 Яковлева, Ла-5ФН Лавочкина, Мессершмитт Bf 109G и Фокке-Вульф Fw 190A превосходили раннюю модель Р-47 на малых и средних высотах, где Р-47 имел плохое ускорение и выполнял фигуры высшего пилотажа довольно неохотно. В середине 1944 года 200 самолётов Р-47D-22-RE и Р-47D-27-RE были переправлены в СССР через Ирак и Иран. Многие самолёты отправили в учебные части. До оперативных подразделений дошло меньше половины, и они редко использовались в бою. Истребители были назначены для высотной противовоздушной обороны над крупными городами в тыловых районах. В отличие от своих западных аналогов, ВВС мало использовали Р-47 в качестве штурмовика, полагаясь вместо этого на свой собственный широко производимый в количестве 36 183 штук, построенными во время войны специальный бронированный штурмовик Ил-2. В конце войны советские части имели 188 P-47.

### В Третьем Рейхе
Люфтваффе эксплуатировали по меньшей мере один трофейный Р-47. В плохую погоду 7 ноября 1943 года 2-й лейтенант Уильям Э. Роуч из 358-й истребительной эскадрильи 355-й истребительной группы совершил вынужденную посадку на немецком аэродроме во время полёта на P-47D-2-RA при сопровождении бомбардировщика. Роуч был заключён в тюрьму в Шталаг Люфт I. «Тандерболт» получил немецкую маркировку.
- T9+LK, вероятно, использовался для нескольких разведывательных миссий над Англией непосредственно перед вторжением в День «Д». Он был захвачен в Геттингене в 1944 году, когда немцы были вынуждены быстро отступить в Бад-Вёрисхофен.
- T9+FK был вторым из двух P-47, используемых «Цирком Розариуса». В мае 1945 года он был захвачен в Бад-Вёрисхофене.
- YF+U — это самолёт бывшей 358-й истребительной эскадрильи. Он был использован в нацистском пропагандистском фильме. Позже получил обозначение 7+9 во время оценки на полигоне Рехлин и использован на демонстрациях «Цирка Розариуса».

### На службе Китая / Тайваня
После Второй мировой войны китайские националистические ВВС получили 102 P-47D, использовавшихся во время Гражданской войны в Китае. Китайские коммунисты захватили пять P-47D у китайских националистических сил. В 1948 году китайские националисты использовали 70 P-47D и 42 P-47N, привезённых на Тайвань в 1952 году. Р-47 широко использовались в воздушных столкновениях над Тайваньским проливом между националистическими и коммунистическими самолётами.
В 1954 году произошло три воздушных боя между P-47 националистов и МиГ-15 коммунистов, во всех трёх случаях (9 февраля, 18 марта и 16 июля), «Тандерболты» были сбиты «МиГами». Несмотря на превосходство реактивных истребителей над поршневыми, P-47 сумели сбить один МиГ-15 коммунистов.

## Тактико-технические характеристики

Схема варианта P-47B

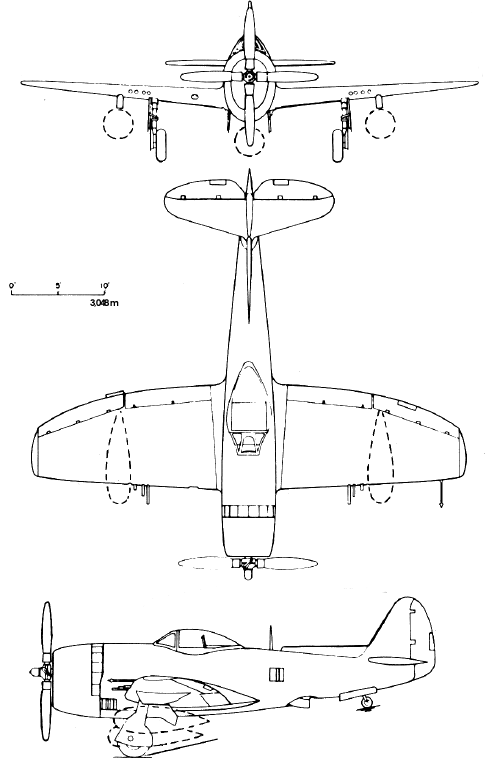
Схема варианта P-47N

Приведенные характеристики соответствуют модификации P-47N.
Источник данных: Standard Aircraft Characteristics .

Технические характеристики
- Экипаж: 1 (пилот)
- Длина: 11,0 м
- Размах крыла: 12,954 м
- Высота: 4,48 м
- Площадь крыла: 29,91 м²
- Коэффициент удлинения крыла: 5,6
- Средняя аэродинамическая хорда: 2,33 м
- Профиль крыла: Republic S-3
- Колея шасси: 5,7 м
- Масса пустого: 4997 кг
- Нормальная взлётная масса: 9452 кг
- Максимальная взлётная масса: 10 200 кг
- Объём топливных баков: 2108 л (+1666 л в ПТБ)
- Силовая установка: 1 × воздушного охлаждения Pratt&Whitney R-2800
- Мощность двигателей: 1 × 2100 л. с. (1 × 1545 кВт)
- Воздушный винт: Curtiss
- Диаметр винта: 3,96 м

Лётные характеристики
- Максимальная скорость: 750 км/ч (на высоте 9750 м)
- Крейсерская скорость: 387 км/ч
- Скорость сваливания: 187 км/ч (при нормальной взлётной массе)
- Боевой радиус: 1900 км
- Практический потолок: 13 100 м
- Скороподъёмность: * Время набора высоты:
  - 9750 м за 13 мин 30 с
- Нагрузка на крыло: 315,9 кг/м² (при нормальной взлётной массе)
- Длина разбега: 1402 м
- Длина пробега: 396 м
- Максимальная эксплуатационная перегрузка: +8,0g

Вооружение
- Стрелково-пушечное: 8×12,7 мм пулемётов с 500 патр. каждый
- Точки подвески: 3
- Боевая нагрузка: 1361 кг
- Неуправляемые ракеты: 10×127 мм ракет HVAR
- Бомбы: 3×454 кг или 227 кг или 113 кг или 45 кг

Масштабная модель самолёта «Тандерболт» в масштабе 1:72 из пластмассы выпускалась в СССР заводом «Кругозор» в 1970-х—1980-х годах.

## Модификации

### Модификации истребителя P-47 «Тандерболт»[6]
- ХP-47 — первый прототип. Отличался двигателем Аллисон V-1710-39. Вооружение состояло из двух синхронных 12,7-мм пулемётов и четырёх крыльевых 7,62-мм пулемётов. Недостроен.
- ХP-47A — второй прототип. Отличался отсутствием вооружения. Недостроен.
- ХP-47B — прототип с двигателем Прэтт-Уитни XR-2800-21. Вооружение состояло из восьми крыльевых 12,7-мм пулемётов. Первый полёт 6 мая 1941 года.
- ХP-47E — опытный с гермокабиной. Отличался откидным в бок фонарём. Переоборудован в сентябре 1942 года из последнего серийного P-47B.
- ХP-47F — опытный с ламинарным крылом. Переоборудован из серийного P-47B. Первый полёт 17 сентября 1942 года.
- ХP-47K — опытный с фонарём от Хаукер «Тайфун». Переоборудован из P-47D-5RE. Первый полёт в июле 1943 года.
- ХP-47L — опытный с каплевидным фонарём и увеличенным запасом топлива. Переоборудован из P-47D-20RE. Первый полёт в июле 1943 года.
- XP-47H — опытный с двигателем жидкостного охлаждения Крайслер XIV-2220-1. В 1943—1945 годах переоборудовано два P-47D-15RE. Первый полёт 25 июля 1945 года.
- XP-47J — облегчённый (опытный). Отличался двигателем R-2800-57(C) мощностью 2800 л. с., формой капота, воздухозаборником под фюзеляжем, большим коком винта. Вооружение сокращено до шести пулемётов. Первый полёт 26 ноября 1943 года. 4 августа 1944 года достигнута скорость 806 км/ч.
- P-47B — первый серийный вариант. Оснащался двигателем R-2800-21. С декабря 1941 по сентябрь 1942 года изготовлено 170 самолётов.
- P-47C — доработанный. Отличался удлинённой носовой частью фюзеляжа, новыми рулями высоты и направления, более короткой антенной, возможность подвески ПТБ. С сентября 1942 по февраль 1943 года изготовлено 602 самолёта.
  - P-47C-1RE — с двигателем R-2800-21.
  - P-47C-1RE — с двигателем R-2800-59 с системой водно-метилового форсажа.
- P-47D (С 1948 года F-47D) — доработанный. Отличался регулируемой створкой выхлопного канала турбокомпрессора, конструкцией капота, улучшенной бронезащитой кабины. Выпускался с сентября 1941 года на заводах «Рипаблик» Формингдейле в Эвенсвилле. Изготовлено 12602 самолёта (самая массовая модификация).
  - P-47D-1RE — с двигателем R-2800-21.
  - P-47D-3RA, D-5RE — с двигателем R-2800-59.
  - P-47D-4RA — с подфюзеляжным бомбодержателем.
  - P-47D-15RA, D-16RE — с двигателем R-2800-63. Отличались подкрыльевыми бомбодержателями.
  - P-47D-20RE — с «универсальным» крылом.
  - P-47D-22RE — с воздушным винтом диаметром 3,97 м. Отличался сбрасываемым фонарём кабины, лобовым бронестеклом.
  - P-47D-26RA, D-25RE — с каплевидным фонарём. Запас топлива увеличен до 1400 л.
  - P-47D-27RE — с небольшим гребнем перед килем.
  - P-47D-30RA — с 10 ракетами HVAR.
- P-47G — вариант P-47, выпускавшийся фирмой «Кертисс-Райт». С декабря 1942 по март 1943 года изготовлено 354 самолёта.
  - P-47G-1CU — аналог P-47C. Изготовлено 20 самолётов
  - P-47G-2CU — аналог P-47D.
  - TP-47G — учебный. Отличался двухместной кабиной. Изготовлено два самолёта.
- P-47M — скоростной для перехвата крылатых ракет V-1 и реактивных самолётов Me-262. Отличался двигателем R-2800-57(C), воздушными тормозами под крылом.
  - YP-47M — предсерийный. Переоборудовано четыре P-47D-27RE.
  - P-47M-1RE — серийный. Выпускался в Формингдейле с декабря 1944 года. Изготовлено 130 самолётов.
- P-47N (F-47N) — дальний истребитель для Тихоокеанского ТВД. Отличался крылом увеличенного размаха, увеличенным гребнем за кабиной, увеличенным до 4785 л запасом топлива. В 1944—1945 годах изготовлено 1667 самолётов в Формингдейле и 149 в Эвенсвилле.
  - XP-47N — прототип. Переоборудован из третьего YP-47M. Первый полёт 22 июля 1944 года.
  - P-47N-1RE — серийный. Первый полёт в сентябре 1944 года.
  - P-47N-5RE — с подкрыльевыми держателями для ракет.
  - P-47N-25RE — с двигателем R-2800-77.

## Эксплуатанты

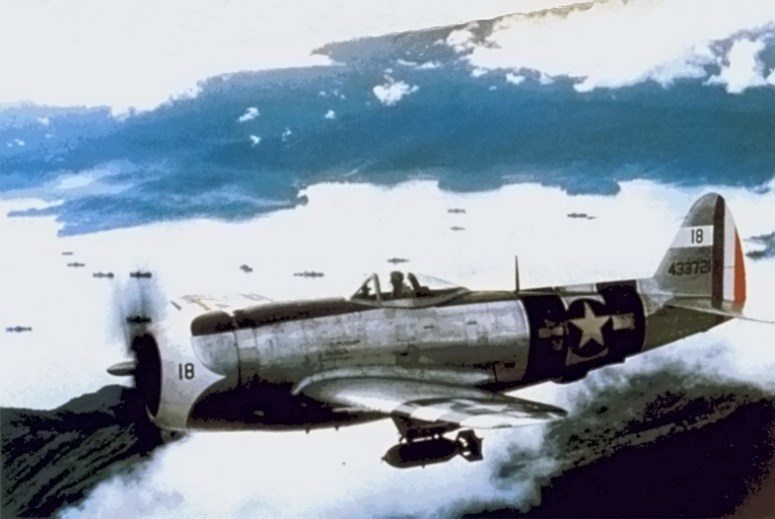
P-47D ВВС Мексики над Филиппинами, 1945 г.

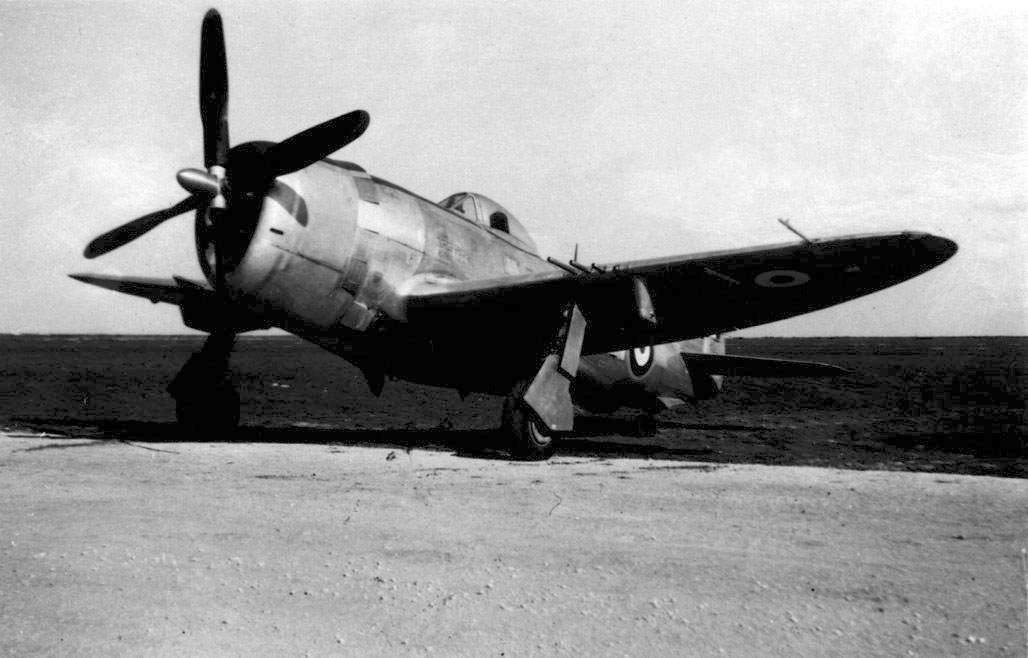
Французский P-47D эскадрильи 3/3 "Ardennes".

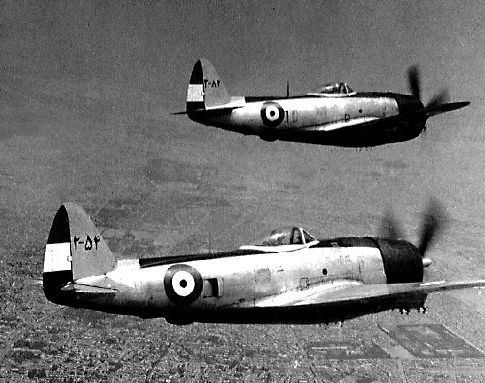
Два иранских P-47 над Тегераном, 1958 г.

США
- Военно-воздушные силы Армии США
- ВВС США:

 Великобритания
- Royal Air Force: 240 P-47D (Thunderbolt Mark I) и 590 P-47D-25 (Thunderbolt Mark II)

 Франция
- ВВС "Свободной Франции": начиная с декабря 1943 года получено 446 P-47D[7] GC II/5 Lafayette,  GC 2/3 Dauphiné, GC 1/4 Navarre, GC 1/5 Champagne, GC 3/3 Ardennes, GC 2/6 Travail и GC 3/6 Roussillon, из которых была сформирована 4-я истребительная эскадра. Всего самолётами были оснащены 7 истребительных групп (GC).
- ВВС Франции:[7]

 СССР
- ВВС СССР:[8]

 Мексика
- Мексиканские экспедиционные ВВС: Escuadrón 201[9]

 Бразилия
- Бразильский экспедиционный корпус в Италии: 67 P-47D
- ВВС Бразилии[10][11][12][13][14] 85 самолётов в 1-й истребительной группе, 1944–1954

 Китайская Республика
- ВВС Китайской Республики:[15] В 1948 году получены 70 P-47D, применявшиеся в гражданской войне, сохранившиеся перелетели на Тайвань куда в 1952 году американский авианосец USS Windham Bay доставил ещё 42 P-47N.

 Германия
- Люфтваффе: Zirkus Rosarius (несколько трофейных машин).

 Боливия
- ВВС Боливии: единственный P-47D, полученный в 1949 году, использовался как учебный макет.[16]

 Венесуэла
- ВВС Венесуэлы[8]

 Доминиканская Республика
- ВВС Доминиканской Республики: (1952–1957)[7]

 Иран
- Шахские ВВС Ирана: – 50 самолётов получены в 1948 году[7]

 Италия
- ВВС Италии – по различным данным, получено от 100 до 150 самолётов P-47D-25, применявшихся в 5 и 51 Stormo[17]

 Колумбия
- ВВС Колумбии (1947–1957)[15]

 Куба;
- Авиационный корпус армии Кубы (1952-)[15]

 Никарагуа
- ВВС Никарагуа: (в ВВС были зачислены 6 списанных P-47N, поставленных ЦРУ, на них были нанесены опознавательные знаки ВВС Гватемалы, самолёты участвовали в перевороте 1954 года, уцелел один, сбитый годом позже "Мустангом" ВВС Коста-Рики во время пограничной стычки[17]

 Перу
- ВВС Перу (56 самолётов, июль 1947 – 1963 гг.)[17]

 Португалия
- ВВС Португалии (послевоенный период)[8]

 Турция
- ВВС Турции: 180 P-47D (1948-1954).[8]

 Чили
- ВВС Чили[18][19]

 Эквадор
- ВВС Эквадора (1947–1959)[7]

 Югославия
- ВВС Югославии: (150 самолётов, 1952)[20]